# Kingdom Under Fire: Circle Of Doom
『Kingdom Under Fire: Circle Of Doom』（キングダムアンダーファイア：サークルオブドゥーム）は、前作シリーズRTSから初のアクションRPG向けに制作された第四弾。

## 概要
プレイヤーは、6人の個性豊かのキャラクターの中から選び物語を進める。Xbox Liveではcoop、いわば4人のプレイヤーと協力しながらシングルプレイと同様にプレイ可能。
例えば、ホストが進めたダンジョンの途中参加も可能。そして、ホストは世界ユーザー、またはフレンドのみと選んで共に戦える仲間を集わすことも可能。

## ストーリー
光の王ナイブルと闇の王エンカブロサ…。
光を破壊する闇の凶暴なモンスター、そして、光を守ろうとする英雄達。次元の時を越えて蠢く世界。
君等は歴史という名の“時”を覚悟しなければならない。さあ、我々に力を捧げよう勇者達よ。

## 登場キャラクター
セリーヌ - 声：高橋美佳子
キュリアン - 声：谷山紀章
ケンドール - 声：堀内賢雄
レグナイア - 声：中田譲治
ラインハルト - 声：子安武人
デュエイン - 声：遠近孝一